# Kotani Kengo
Kengo Kotani (小谷 健悟 Kotani Kengo, sinh ngày 31 tháng 8 năm 1992 ở Hioki, Kagoshima) là một cầu thủ bóng đá người Nhật Bản thi đấu cho Giravanz Kitakyushu.

## Thống kê câu lạc bộ
Cập nhật đến ngày 23 tháng 2 năm 2018.
| Thành tích câu lạc bộ | Thành tích câu lạc bộ | Thành tích câu lạc bộ | Giải vô địch | Giải vô địch | Cúp                   | Cúp                   | Tổng cộng | Tổng cộng |
| Mùa giải              | Câu lạc bộ            | Giải vô địch          | Số trận      | Bàn thắng    | Số trận               | Bàn thắng             | Số trận   | Bàn thắng |
| Nhật Bản              | Nhật Bản              | Nhật Bản              | Giải vô địch | Giải vô địch | Cúp Hoàng đế Nhật Bản | Cúp Hoàng đế Nhật Bản | Tổng cộng | Tổng cộng |
| --------------------- | --------------------- | --------------------- | ------------ | ------------ | --------------------- | --------------------- | --------- | --------- |
| 2015                  | Giravanz Kitakyushu   | J2 League             | 3            | 0            | 0                     | 0                     | 3         | 0         |
| 2016                  | Giravanz Kitakyushu   | J2 League             | 7            | 0            | 0                     | 0                     | 7         | 0         |
| 2017                  | Giravanz Kitakyushu   | J3 League             | 11           | 3            | 2                     | 0                     | 13        | 3         |
| Tổng cộng sự nghiệp   | Tổng cộng sự nghiệp   | Tổng cộng sự nghiệp   | 21           | 3            | 2                     | 0                     | 23        | 3         |